# Czysta brudna prawda
Czysta brudna prawda – wspólny album rapera Wojciecha „Sokoła” Sosnowskiego i piosenkarki Marysi Starosty. Został wydany 13 maja 2011 roku nakładem wytwórni muzycznej Prosto.
Prace nad płytą trwały dwa lata, przy współpracy z takimi producentami jak: Jimmy Ledrac (znany z współpracy z Looptroop), Shuko (współpracował z R.A. the Rugged Man), Hustle Heart (znany z współpracy z Lil Wayne'em), PH7, Drumkidz, Brall Beats, DJ Wich (znany z współpracy z Talibem Kweli), nie zabrakło także produkcji od polskich „beatmakerów” – Magiera z White House i Siwers (znany z współpracy z JWP czy z Bez Cenzury). Gościnnie w nagraniach wzięli udział: HiFi Banda, Chada, Pokój z Widokiem na Wojnę, Ero i VNM. Rozszerzona wersja albumu została wzbogacona o drugą płytę CD „Czyste brudne Remixy” na której znalazły się remiksy m.in. w wykonaniu The Returners, DJ Krime'a i White House.
Album dotarł do 4. miejsca listy OLiS. 7 grudnia 2011 roku album uzyskał status złotej płyty. Album uznany przez portal RapDuma.pl za najlepszą płytę roku 2011, a także za najlepszą płytę roku 2011 w kategorii hip-hop przez czytelników portalu Wirtualna Polska. W październiku 2013 roku nagrania uzyskały status platynowej płyty, a w lutym 2023 – trzykrotnie platynowej.
Pochodzący z albumu utwór pt. „Kilka pytań” znalazł się na liście „120 najważniejszych polskich utworów hip-hopowych” według serwisu T-Mobile Music.

## Lista utworów
Opracowano na podstawie materiału źródłowego.
1. „Spotkanie” (produkcja: Shuko, scratche: DJ Deszczu Strugi) – 3:40
2. „Reset” (produkcja: Drumkidz, scratche: DJ Raid) – 3:53
3. „Znajdziemy się” (produkcja: PH7) – 3:25[A]
4. „Cynamon” (produkcja: Shuko) – 3:13
5. „Polowanie na zło (zły sen)” (produkcja: Shuko) – 4:58
6. „W sercu” (produkcja: PH7, scratche: Mike Trafik) – 3:53
7. „Więzień opinii” (produkcja: Ledrac Jimmy, scratche: DJ Kebs, gościnnie: HiFi Banda) – 4:17
8. „Czysta brudna prawda” (produkcja: Siwers) – 5:39
9. „Ludzie to dziwni są” (produkcja: Ledrac Jimmy) – 4:49
10. „Sztruks” (produkcja: Ledrac Jimmy, scratche: DJ Deszczu Strugi) – 3:44
11. „Stop” (produkcja: Drumkidz, scratche: DJ Kebs) – 3:03[B]
12. „Sens życia” (produkcja: PH7, scratche: DJ Steez) – 3:46
13. „Wspólna gałąź” (produkcja: Magiera, scratche: DJ Grubaz, gościnnie: Chada, Pokój z Widokiem na Wojnę, Ero) – 5:50
14. „Myśl pozytywnie” (produkcja: DJ Wich, scratche: DJ Deszczu Strugi) – 3:48
15. „Obojętnie” (produkcja: Brall) – 3:50
16. „Mirek” (produkcja: Drumkidz, scratche: DJ Kebs) – 4:40
17. „Mały człowieczek” (produkcja: Brall, scratche: DJ Deszczu Strugi, gościnnie: VNM) – 3:50
18. „Kilka pytań” (produkcja: Drumkidz, scratche: DJ. B) – 3:17[C]
19. „Ja nie przypuszczam, ja to wiem” (produkcja: PH7) – 2:47[D]

Notatki
- A^ Z wykorzystaniem sampli pochodzących z piosenki „Getting It On” w wykonaniu Leroya Hutsona[19].
- B^ Z wykorzystaniem sampli pochodzących z piosenki „Nie pisz czarnych scenariuszy” w wykonaniu WWO[19].
- C^ Z wykorzystaniem sampli pochodzących z piosenki „(If Loving You Is Wrong) I Don't Want to Be Right” w wykonaniu Millie Jackson[19].
- D^ Z wykorzystaniem sampli pochodzących z piosenki „Who Can I Run To?” w wykonaniu The Jones Girls[19].

| Bonus CD 2 |
| --- |
| 1. „Kilka pytań (remix Brahu)” – 3:58 2. „Reset (remix Bob Air)” – 3:56 3. „Znajdziemy się (remix White House)” – 5:28 4. „Cynamon (remix Czarny HIFI)” – 2:55 5. „Czysta brudna prawda (remix Trafik)” – 5:16 6. „Sztruks (remix DJ. B)” – 4:33 7. „Sens życia (remix The Returners)” – 3:31 8. „Obojętnie (remix Krime)” – 6:12 9. „Mirek (remix White House)” – 4:07 10. „Kilka pytań (remix Siwers)” – 3:22 |